# Monastère de la Trinité-Saint-Philippe-de-l'Irap
Le monastère de la Trinité-Saint-Philippe-de-l'Irap (Филиппо-Ирапская Красноборская Троицкая пустынь) est un monastère de l'Église orthodoxe russe fondé au début du XVIe siècle (1512 ou 1517) à la confluence du ruisseau Maly Irap et de la rivière Andoga (en) , dans l'oblast de Vologda en Russie. C'est un monument historique protégé régional.  

## Histoire
Ce monastère a une signification historique et architecturale importante pour le raïon de Kadouï de l'oblast de Vologda. Il fut fondé par le moine saint Philippe de l'Irap (disciple de Corneille de la Komela) au début du XVIe siècle, près d'un bois de pins appelé le Bois Rouge, dans le domaine des princes Chelechpanski. Le monastère fonctionna à plein régime jusqu'en 1537. Le tsar Ivan le Terrible lui accorda le droit de pêche sur les rivières Kolp, Souda et Andoga.

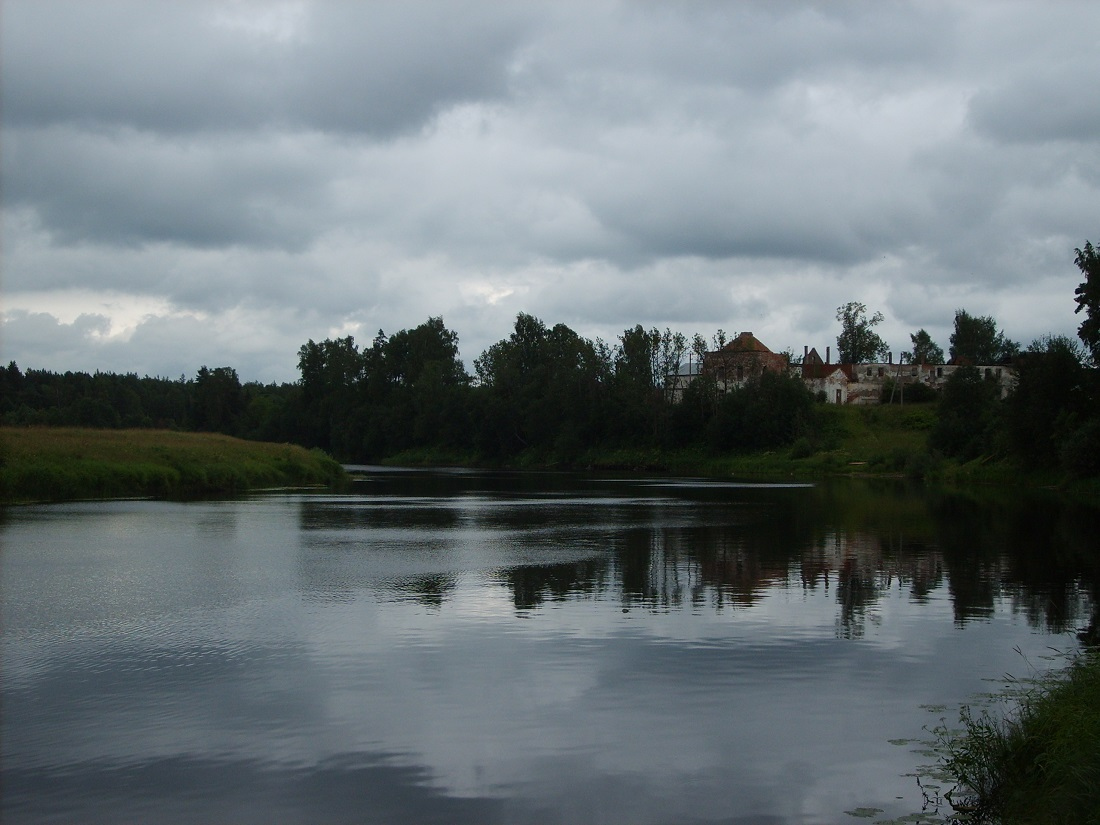
Vue de la rivière.

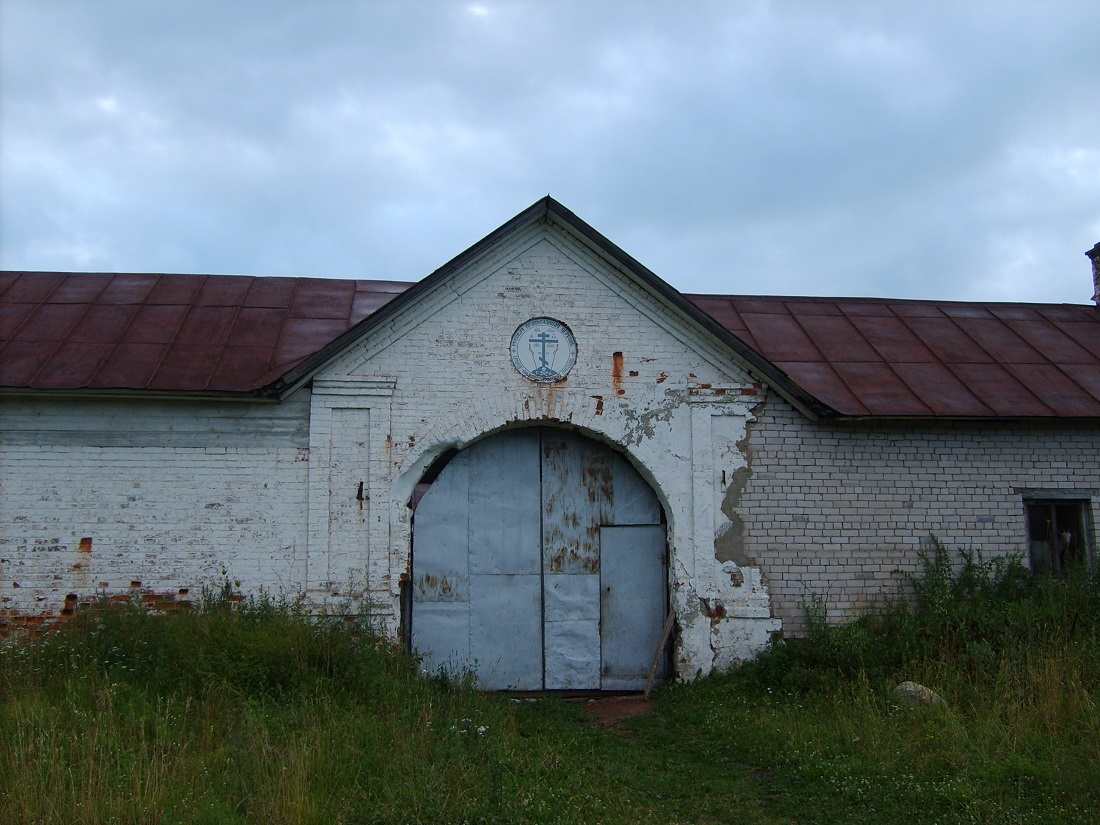
Portail du monastère.

Pendant le temps des troubles, le monastère est saccagé et incendié par les soldats lituaniens. Les constructions de bois sont détruites, les manuscrits et livres sont anéantis, y compris La Vie du vénérable Philippe écrite par son disciple Germain. Une nouvelle vie est rédigée dans les années 1660 à la demande du tsar Alexis Romanov Les terres du monastère étaient alors désertées depuis un demi-siècle environ. 
En 1668, de nouveaux moines viennent s'y installer qui restaurent le monastère et labourent les terres. Le monastère est renommé dans toute la région de Novgorod. Les reliques du vénérable moine Philippe se trouvent dans l'église de pierre, dédiée à la Sainte Trinité, remplaçant une ancienne église de bois en 1669. Elle est reconstruite en 1735. En 1828, une chapelle est construite au-dessus du tombeau du fondateur dans l'église de la Trinité. De 1911 à 1917, le monastère est dirigé par l'higoumène Léonide (Moltchanov) qui est fusillé par les communistes en 1918. Avant la révolution d'Octobre, une vingtaine de moines y vivaient sous le hiéromoine Alipi.
Le monastère poursuit ses activités jusqu'en 1927. Les autorités y installent ensuite un internat neuropsychiatrique. Lorsqu'il est fermé, l'ancien monastère se dégrade lentement.

## Aujourd'hui
Ce monastère est constitué par endroits de murs de forteresse effondrés avec des meurtrières et de dépendances délabrées. Les bâtiments sont prêts de l'écroulement.
Le territoire du monastère et ses bâtiments sont rendus à l'Église orthodoxe russe en 1996. Les reliques de saint Philippe de l'Irap sont installées dans une chapelle en l'an 2000 après une procession qui se déroule sur la perspective Soviétique (perspective de la Résurrection), le tout avec la bénédiction du patriarche Alexis II.  Elles s'y trouvent toujours.  
Les travaux de restauration du monastère débutent en mai 2016, spécialement d'abord l'église-réfectoire (trapeznaïa), le bâtiment des cellules monastiques est réparé et les toitures de certains autres bâtiments. Une nouvelle chapelle est édifiée et consacrée en l'honneur de Notre-Dame de Kazan. Une petite chapelle domestique est consacrée en 2019 sous le vocable du vénérable Léonide (Moltchanov), higoumène du monastère de l'Irap. Elle est placée sous la tour d'angle.
Le 7 mars 2018, le monastère de la Trinité-Saint-Philippe est officiellement institué par décision du Saint-Synode sur le territoire du village de Zelioni Bereg (Rive Verte en français) du raïon de Kadouï. Le supérieur en est le hiéromoine Job (Tchernychev).